# Ralph Rugoff
Ralph Rugoff, född 12 januari 1957 i New York i USA, är en amerikansk kurator.
Raplph Rugoff växte upp i Greenwich Village i New York i en familj, där fadern var filmdistributör och modern psykoanalytiker. Han utbildade sig i semiotik på Brown University i Providence i Rhode Island. På 1980-talet flyttade han till Los Angeles och arbetade som journalist och senare som konstkritiker och på 1990-talet också som kurator.
Han var från slutet av 1990-talet och under sex år chef för Wattis Institute for Contemporary Arts i San Francisco, innan han 2006 tillträdde som chef för Hayward Gallery i London i Storbritannien. Han utsågs 2017 till konstnärlig ledare för den 58:e Konstbiennalen i Venedig.